# Agrostis sepium
Agrostis sepium é uma espécie de gramínea do gênero Agrostis, pertencente à família Poaceae.